# Tommaso da Olera
Tommaso da Olera, al secolo Tommaso Acerbis (Olera, 1563 – Innsbruck, 3 maggio 1631), è stato un religioso italiano dell'Ordine dei frati minori cappuccini. È stato beatificato da papa Francesco nel 2013.

## Biografia

### I primi anni e la vocazione

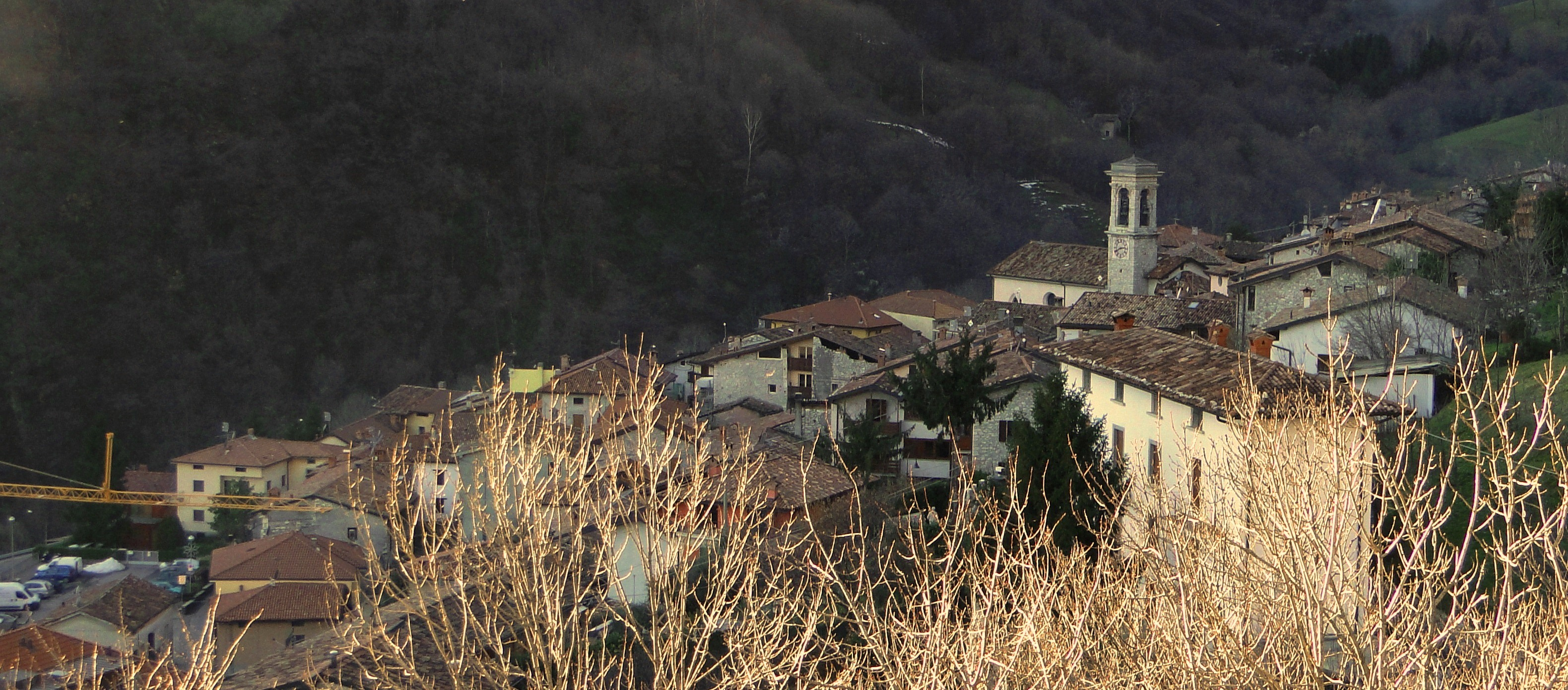
Panorama di Olera

Tommaso Acerbis nacque nel 1563 nel piccolo borgo di Olera, frazione di Alzano, da Pietro Acerbis e Margherita, una famiglia di antiche e nobili origini, ma in quei tempi decaduta. Fino all'adolescenza svolse, unitamente ai propri familiari, l'attività di contadino e di pastore di pecore, senza poter frequentare alcuna scuola, in quanto il piccolo paese ne era sprovvisto.
Nel 1580, all'età di diciassette anni, arrivò invece la vocazione che lo portò  ad entrare nell'ordine dei Cappuccini nel convento di Verona in qualità di fratello laico.
Dopo il canonico anno di prova, nel quale venne definito come “maestro e specchio della perfezione religiosa, anzi un colmo di ogni sorte di virtù” dal suo superiore Giovenale Ruffini, imparò a scrivere, in deroga alla Regola di san Francesco.
Dopo la formazione fu incaricato della questua, andando di porta in porta a elemosinare offerte, soprattutto in cibo, per la confraternita e per i poveri, offrendo in cambio conforto morale ed aiuto spirituale.
Rimase nella città scaligera fino al 1605, quando venne trasferito a Vicenza, città nella quale si prodigò al fine di favorire le vocazioni femminili, promuovendo la costruzione del monastero di San Giuseppe poi utilizzato dalle cappuccine. 
Rimase attivo in tale ambito anche nella sua successiva missione presso Rovereto, in cui venne inviato nel 1612. Qui seppe ispirare Bernardina Floriani, ne accolse il voto di verginità nella chiesa dei cappuccini di Santa Caterina ed espresse a lei il desiderio che a Rovereto sorgesse un monastero di Clarisse.  Nel 1642 il monastero venne costruito, accanto alla chiesa di San Carlo, e Bernardina Floriani, da lui avviata alla vita religiosa, ne fu badessa col nome di Giovanna Maria della Croce.
La sua missione lo portò quindi a Padova nel 1618, dove svolse la mansione di portinaio del convento, e poi a Conegliano, in cui ritornò alla pratica della questua.

### In Tirolo

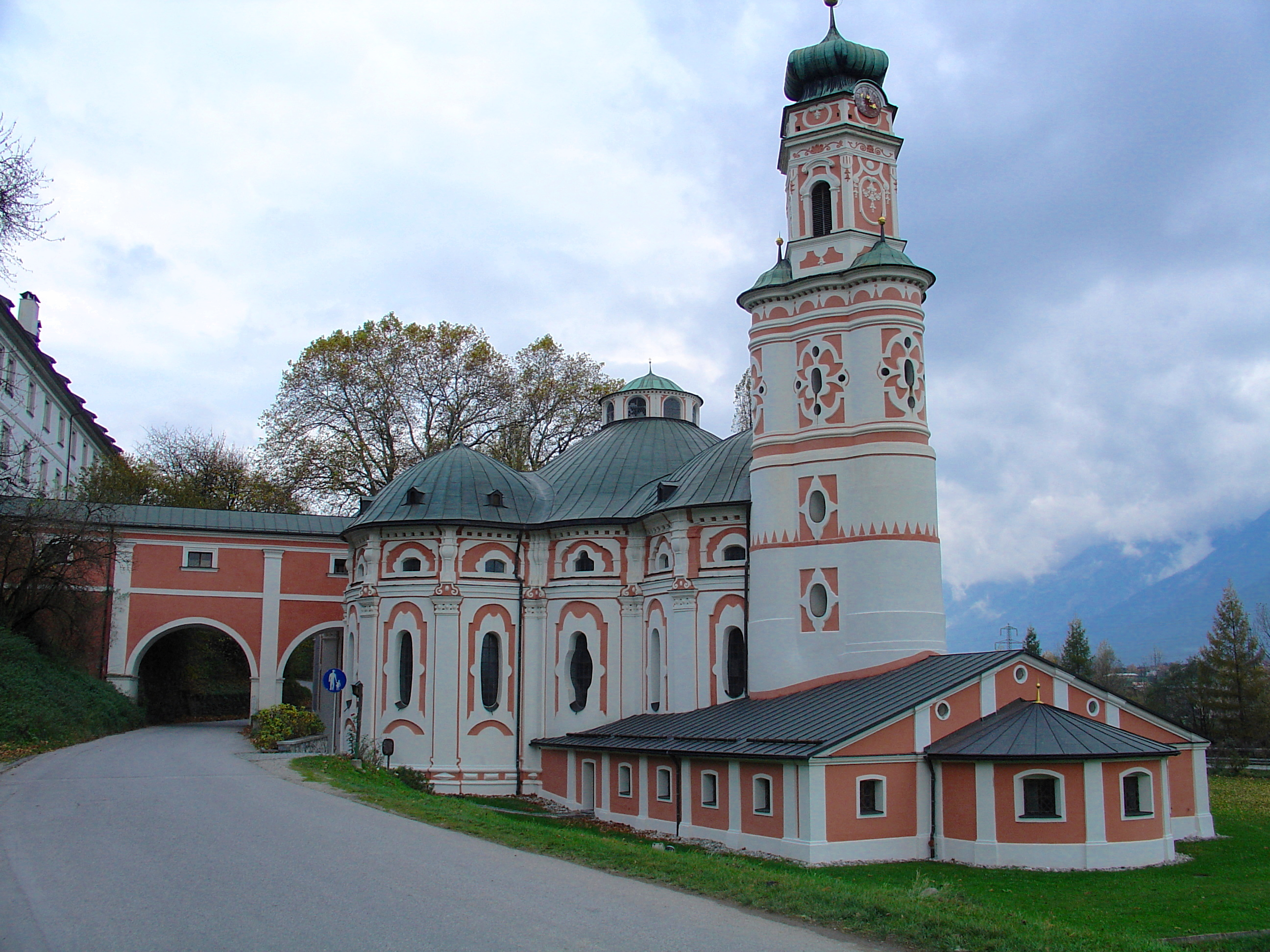
La chiesa, ora dedicata a San Carlo Borromeo, di Volders

La sua fama di predicatore valicò i confini della Repubblica di Venezia, tanto che nel 1619 Leopoldo V, arciduca del Tirolo, lo volle vicino a sé come guida spirituale. Inserito nel locale convento di Innsbruck, nel quale continuò a ricoprire il ruolo di addetto alla questua, si introdusse negli ambienti di corte asburgici, diventando consigliere religioso di numerose personalità politiche, tra cui Claudia de' Medici e l'imperatore Ferdinando II (a cui diede supporto durante la Guerra dei trent'anni, predicendo al sovrano il positivo esito), rispettivamente consorte e fratello maggiore di Leopoldo.
Divenne inoltre consigliere dell'arcivescovo Paride Lodron, principe di Salisburgo, di Massimiliano I e della moglie Elisabetta di Lorena, duchi di Baviera.
Nonostante fosse abituato a frequentare personalità altolocate, visse con uno stile di vita austero, tra preghiera e digiuno, senza perdere l'umiltà e l'obbedienza che lo avevano contraddistinto: continuò a predicare il Vangelo sine glossa (ovvero senza commento), entrando in contatto con le differenti realtà sociali e politiche che si incontravano nella zona, parlando indistintamente con il popolo minuto e con autorità politiche ed ecclesiastiche.
Venne definito un apostolo senza stola per via delle numerose lezioni di fede che impartì alla gente, diffondendo la volontà di fare del bene, rincuorando i bisognosi, dando conforto agli infermi, riportando la pace tra litiganti e favorendo le conversioni al cattolicesimo.
Strinse una profonda amicizia con Ippolito Guarinoni, del quale divenne guida spirituale. Questi esercitò la professione di medico presso Hall, cittadina nella quale i due promossero lo sviluppo dell'istituto delle vergini, frequentato da esponenti della nobiltà tirolese. Guerinoni venne quindi trasferito presso la miniera di Schwaz: qui fra Tommaso si prodigò al fine di permettere il sostentamento ai minatori cattolici che versavano in difficoltà finanziarie, contattando direttamente i baroni Fieger di Friedberg, proprietari di numerose miniere nelle vallate del fiume Inn e dell'Adige.
Con l'amico Ippolito si fece inoltre promotore della costruzione di un santuario presso Volders, a quindici chilometri da Innsbruck.  Questo edificio sacro, inaugurato nel 1654, fu il primo luogo di culto dedicato all'Immacolata in un territorio di cultura tedesca e venne dichiarato monumento nazionale nel corso del XX secolo.
Divenuto ormai personaggio noto in tutta l'Austria, approdò anche alla corte dei duchi di Baviera, dove favorì la conversione del Duca di Weimar e di Eva Maria Rettinger, vedova del conte di Lerchenberg. La nobildonna, dopo aver conosciuto il predicatore, vendette i suoi beni, prodigandosi ella stessa per aiutare i poveri, entrando quindi nell'Abbazia di Nonnberg, dove divenne la badessa.
Fra Tommaso da Olera scrisse trattati religiosi tra cui i "Concetti morali contra gli heretici” contenuti nel volume "Fuoco d'amore" pubblicato in prima edizione ad Augusta nel 1682, “Selva di contemplazione”, pubblicato nel 2005 e “Scala di perfezione” nel 2010.
Morì il 3 maggio 1631 ad Innsbruck e venne sepolto nella cripta della locale chiesa dei Cappuccini, posta nella Kaiserjägerstrasse della cittadina austriaca. Nel 1933 la sua salma fu traslata nella vicina cappella della “Madonna lactans”, dove riposa tuttora.

## La beatificazione

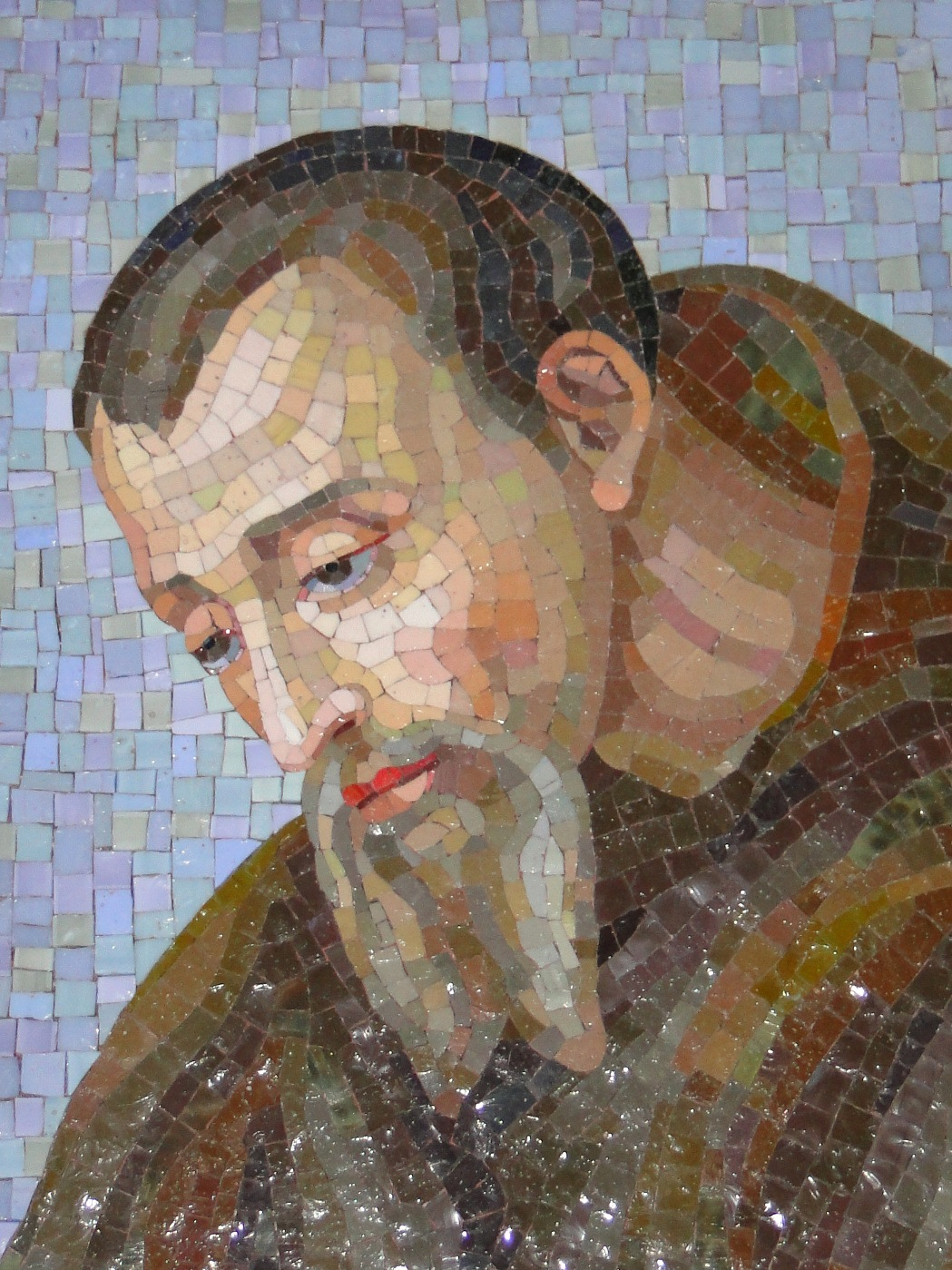
Mosaico di fra Tommaso

Dopo la sua morte, emissari dell'imperatore Ferdinando II cercarono di far avanzare le pratiche per avviare l'iter della beatificazione, ma le continue guerre che si susseguivano in quei tempi non permisero all'iniziativa di andare a buon fine.
Soltanto nella seconda metà del XX secolo vennero avviate le pratiche. La fase preparatoria del processo di beatificazione si aprì tra il 1963 ed 1966, mediante due processi distinti: uno promosso in quel di Bergamo e l'altro presso Innsbruck. La chiusura degli stessi avvenne il 19 aprile 1968, mentre il passo successivo fu l'approvazione della Positio super virtutibus (7 marzo 1979) presso la Congregazione dei Santi. Quest'ultima, il 23 ottobre 1987 dichiarò le sue virtù vissute in modo eroico.
Nel 2006 a Bergamo venne aperto il processo "Super Miro", che si concluse il 3 ottobre dell'anno seguente, con gli atti della causa approvati dalla Congregazione dei Santi il 16 gennaio 2009.
L'ultimo passo verso la beatificazione fu l'attribuzione, ufficializzata il 22 ottobre 2011, della guarigione di un infermo. Questa risale alla notte tra il 29 ed il 30 gennaio 1906 quando Bartolomeo Valerio, allora trentunenne del paese di Thiene (in provincia di Vicenza), guarì da un ileotifo complicato da pneumonite in seguito all'intercessione chiesta dai familiari tramite un'immagine di Fra Tommaso che venne posta sotto il cuscino del malato.
Il 10 maggio 2012 papa Benedetto XVI firmò quindi il decreto della beatificazione.
Il 21 settembre 2013, anno del 450º anniversario della nascita di fra Tommaso, venne beatificato nella cattedrale di Bergamo in una cerimonia presieduta dal cardinale Angelo Amato, Prefetto della Congregazione per le Cause dei Santi, e concelebrata dal Vescovo di Bergamo monsignor Francesco Beschi, dal vescovo di Innsbruck monsignor Manfred Scheuer e da numerosi altri vescovi e superiori dell'ordine dei frati Cappuccini.

## Citazioni
- "Un santo autentico e un maestro di spirito" (Papa Giovanni XXIII)[5].
- "Valido strumento della generale rinnovazione spirituale... tanto da brillare nella storia di quel glorioso periodo insieme coi più ardenti sostenitori della Riforma Cattolica"; "fulgido esempio di fedeltà, di zelo e di dedizione in quest'ora grande, che batte per l'intera Chiesa, nell'adesione consapevole alla verità rivelata e nell'esercizio instancabile e ardito delle virtù, specialmente della carità" (Papa Paolo VI)[5].
- ”Fratello del Tirolo (...), il cui operato ha confermato la fede di contadini e di principi del XVII secolo” (Papa Giovanni Paolo II)[6].

## Opere
- Fuoco d'Amore.

## Filmografia
Nel 2013 è stato realizzato un documentario sulla figura di Tommaso da Olera dal titolo "Tommaso", ad opera del regista Omar Pesenti e della casa di produzione Officina della Comunicazione.